# Utricularia juncea
Utricularia juncea es una especie de planta carnívora de tamaño mediano a pequeño, perenne, que pertenece a la familia Lentibulariaceae.

## Descripción
Es una planta perenne, terrestre. Las hojas angostamente lineares, de 5–20 mm de largo y de 0,3 mm de ancho. Las inflorescencias en racimos de 5–45 cm de largo, pedicelos 0,5–1,5 mm de largo; lobos del cáliz desiguales, el lobo superior 2,5–4 mm de largo, el inferior más pequeño; corola de 10–15 mm de largo o mucho más pequeña y cleistógama, amarilla. El fruto es una cápsula globosa, 2,5–3,5 mm de largo, ventralmente 1-valvada.

## Distribución y hábitat
U. juncea es originaria de América, desde el este de Norteamérica al norte de Brasil. Crece como una planta de hábito terrestre en las marismas, pantanos y estanques en aguas poco profundas, sobre todo a bajas altitudes.

## Taxonomía
Utricularia juncea fue descrita por Martin Vahl y publicado en Enumeratio Plantarum . . . 1: 202. 1804.
Etimología
Utricularia: nombre genérico que deriva de la palabra latina utriculus, que significa "pequeña botella o frasco de cuero".
juncea: epíteto en latín que significa «como junco».
Sinonimia
- Personula grandiflora Raf.
- Stomoisia juncea (Vahl) Barnhart
- Stomoisia virgatula (Barnhart) Barnhart
- Stomoisis juncea (Vahl) Barnhart
- Utricularia angulosa Poir.
- Utricularia cornuta var. michauxii Gómez
- Utricularia juncea f. minima S.F. Blake
- Utricularia juncea f. virgatula (Barnhart) Fernald
- Utricularia sclerocarpa C. Wright
- Utricularia simplex C. Wright
- Utricularia stricta G.Mey.
- Utricularia virgatula Barnhart[5]